# Heliconia trichocarpa
Heliconia trichocarpa är en enhjärtbladig växtart som beskrevs av G.S.Daniels och F.G.Stiles. Heliconia trichocarpa ingår i släktet Heliconia och familjen Heliconiaceae. Inga underarter finns listade.